# Conus decrepitus
Conus decrepitus é uma espécie de gastrópode do gênero Conus, pertencente à família Conidae.